# Districtul Wang Nam Khiao
Wang Nam Khiao (în thailandeză วังน้ำเขียว) este un district (Amphoe) din provincia Nakhon Ratchasima, Thailanda, cu o populație de 41.485 de locuitori și o suprafață de 1.129,996 km².

## Componență
Districtul este subdivizat în 5 subdistricte (tambon).
| 1. | Wang Nam Khiao | วังน้ำเขียว |  |
| 2. | Wang Mi        | วังหมี     |  |
| 3. | Raroeng        | ระเริง    |  |
| 4. | Udom Sap       | อุดมทรัพย์  |  |
| 5. | Thai Samakkhi  | ไทยสามัคคี |  |